# Куанза Сул
Куанза Сул (на португалски: Cuanza Sul) е провинция в западна Ангола с излаз на Атлантическия океан. Площта ѝ е 55 660 километра и има население от 600 000 души. Град Сумбе е столица на провинцията. Куанза Сул лежи на южния бряг на реката Куанза, дала името и.